# Mark Aitchison
Mark Aitchison (Gosford, 22 novembre 1983) è un pilota motociclistico australiano.

## Carriera
Inizia la sua carriera da pilota professionista nel campionato australiano Supersport, competizione a cui partecipa dal 2004 al 2006, realizzando un terzo posto nella classifica generale del 2005 ed il secondo nel 2006. Dopo aver concluso in quinta posizione la Superstock 1000 FIM Cup nel 2007 con la GSX-R1000 K6 del Celani Team Suzuki Italia, partecipa al mondiale Supersport nel 2008 alla guida della Triumph 675, ingaggiato dal team Triumph Italia BE1 Racing, con compagno di squadra Ivan Clementi. Termina la stagione al quattordicesimo posto con 47 punti e ottiene come miglior risultato un sesto posto a Misano Adriatico.
Nel 2009 resta nello stesso campionato ma passa alla Honda CBR600RR del team HANNspree Honda Althea. Ottiene un terzo posto a Kyalami come risultato saliente, terminando la stagione al nono posto nella classifica mondiale con 93 punti.
Nel 2010 corre le ultime quattro prove del mondiale Supersport con la CBR600RR del team Kuja Racing, racimolando 9 punti che gli consentono di classificarsi ventunesimo nella graduatoria piloti. Nello stesso anno, con lo stesso team e la stessa moto, prende parte all'ultima prova del campionato italiano velocità categoria Supersport 600 ottenendo la nona posizione in gara al Mugello, posizionandosi ventiduesimo con 7 punti nella classifica piloti.
Nel 2011 si sposta nel campionato mondiale Superbike con la Kawasaki ZX-10R del Team Pedercini, il compagno di squadra è Roberto Rolfo. Sempre nel 2011, disputa il doppio eventi di Misano nel campionato Italiano Superbike dove conquista la pole position, un giro veloce ed un quarto posto in gara. Nel 2012 passa nel team Grillini Progea Superbike, alla guida di una BMW S 1000 RR. Nella stessa stagione disputa alcune prove del British Superbike Championship dove, con motociclette Kawasaki e Aprilia, si classifica trentaduesimo. Nel 2013 viene ingaggiato dal team Effenbert Liberty Racing per prendere parte come wildcard a tre prove del mondiale Superbike con una Ducati 1098R.

## Risultati in gara

### Campionato mondiale Supersport
| 2008 | Moto    |     |    |    |    |    |     |   |    |     |    |   |    |   |  | Punti | Pos. |
| ---- | ------- | --- | -- | -- | -- | -- | --- | - | -- | --- | -- | - | -- | - |  | ----- | ---- |
| 2008 | Triumph | Rit | 12 | 10 | 11 | 11 | Rit | 6 | 22 | Rit | 13 | 9 | NP | 9 |  | 47    | 14º  |

| 2009 | Moto  |   |    |   |   |     |   |     |   |     |     |   |     |   |   | Punti | Pos. |
| ---- | ----- | - | -- | - | - | --- | - | --- | - | --- | --- | - | --- | - | - | ----- | ---- |
| 2009 | Honda | 6 | 15 | 4 | 6 | Rit | 3 | Rit | 5 | Rit | Rit | 6 | Rit | 5 | 5 | 93    | 9º   |

| 2010 | Moto  |  |  |  |  |  |  |  |  |  |    |     |   |     |  | Punti | Pos. |
| ---- | ----- |  |  |  |  |  |  |  |  |  | -- | --- | - | --- |  | ----- | ---- |
| 2010 | Honda |  |  |  |  |  |  |  |  |  | 22 | Rit | 7 | Rit |  | 9     | 21º  |

| Legenda | 1º posto        | 2º posto            | 3º posto           | A punti      | Senza punti        | Grassetto – Pole position Corsivo – Giro più veloce |
| Legenda | Gara non valida | Non qual./Non part. | Ritirato/Non class | Squalificato | '-' Dato non disp. | Grassetto – Pole position Corsivo – Giro più veloce |

### Campionato mondiale Superbike
| 2011 | Moto     |    |    |    |    |    |    |    |    |    |    |     |     |    |    |    |    |     |    |    |     |    |   |     |     |    |    |  |  | Punti | Pos. |
| ---- | -------- | -- | -- | -- | -- | -- | -- | -- | -- | -- | -- | --- | --- | -- | -- | -- | -- | --- | -- | -- | --- | -- | - | --- | --- | -- | -- |  |  | ----- | ---- |
| 2011 | Kawasaki | 19 | 16 | 15 | 16 | 10 | 18 | 17 | 14 | 16 | 17 | Rit | Rit | 15 | 12 | 16 | 12 | Rit | 14 | 12 | Rit | 11 | 9 | Rit | Rit | 17 | 20 |  |  | 36    | 19º  |

| 2012 | Moto |    |     |    |    |    |    |    |    |    |    |  |  |  |  |  |  |  |  |  |  |  |  |  |  |  |  |  |  | Punti | Pos. |
| ---- | ---- | -- | --- | -- | -- | -- | -- | -- | -- | -- | -- |  |  |  |  |  |  |  |  |  |  |  |  |  |  |  |  |  |  | ----- | ---- |
| 2012 | BMW  | 18 | Rit | 17 | 18 | 15 | 16 | AN | NP | NC | 14 |  |  |  |  |  |  |  |  |  |  |  |  |  |  |  |  |  |  | 3     | 33º  |

| 2013 | Moto              |  |  |     |    |    |    |    |     |  |  |  |  |  |  |  |  |    |    |    |    |     |    |    |    |     |    |    |   | Punti | Pos. |
| ---- | ----------------- |  |  | --- | -- | -- | -- | -- | --- |  |  |  |  |  |  |  |  | -- | -- | -- | -- | --- | -- | -- | -- | --- | -- | -- | - | ----- | ---- |
| 2013 | Ducati e Kawasaki |  |  | Rit | NP | 15 | 15 | 16 | Rit |  |  |  |  |  |  |  |  | 15 | 14 | 11 | 11 | Rit | 11 | 10 | 13 | Rit | 12 | 10 | 6 | 46    | 18º  |

| Legenda | 1º posto        | 2º posto            | 3º posto           | A punti      | Senza punti        | Grassetto – Pole position Corsivo – Giro più veloce |
| Legenda | Gara non valida | Non qual./Non part. | Ritirato/Non class | Squalificato | '-' Dato non disp. | Grassetto – Pole position Corsivo – Giro più veloce |